# Atletica leggera agli VIII Giochi della Francofonia
Le competizioni di atletica leggera degli VIII Giochi della Francofonia si sono svolte dal 23 al 27 luglio 2017 allo Stadio Félix-Houphouët-Boigny di Abidjan, in Costa d'Avorio.

## Nazioni partecipanti
- Armenia (4)
- Benin (9)
- Burkina Faso (12)
- Cambogia (1)
- Camerun (12)
- Canada (56)
- Capo Verde (3)
- Rep. Centrafricana (4)
- Ciad (5)
- Comore (3)
- Rep. del Congo (9)
- RD del Congo (5)
- Gibuti (4)
- Francia (26)
- Gabon (3)
- Guinea (3)
- Costa d'Avorio (21)
- Kosovo (3)
- Laos (2)
- Libano (8)
- Lussemburgo (11)
- Madagascar (12)
- Mali (5)
- Mauritius (13)
- Marocco (30)
- Nuovo Brunswick (7)
- Niger (4)
- Québec (12)
- Romania (15)
- Senegal (13)
- Seychelles (5)
- Svizzera (15)
- Togo (4)
- Tunisia (4)
- Vallonia (4)

## Podi

### Uomini
| Specialità | Oro                                                                                  | Prestazione   | Argento                                                                                   | Prestazione   | Bronzo                                                                                      | Prestazione   |
| Corse piane |                                                                                      |               |                                                                                           |               |                                                                                             |               |
| 100 m piani (dettagli) (vento: +0,1 m/s) | Dylan Sicobo                                                                         | 10"33         | Arthur Cissé                                                                              | 10"34         | Bismark Boateng                                                                             | 10"41         |
| 200 m piani (dettagli) (vento: -1,0 m/s) | Wilfried Koffi                                                                       | 20"73         | Arthur Cissé                                                                              | 20"93         | Bastien Mouthon                                                                             | 21"20         |
| 400 m piani (dettagli) | Benjamin Ayesu-Attah                                                                 | 46"43         | Bienvenu Sawadogo                                                                         | 46"89         | Ibrahima Mbengue                                                                            | 47"10         |
| 800 m piani (dettagli) | Oussama Nabil                                                                        | 1'46"14       | Mostafa Smaili                                                                            | 1'46"73       | Riadh Chninni                                                                               | 1'47"39       |
| 1500 m piani (dettagli) | Fouad Elkaam                                                                         | 3'46"42       | Brahim Kaazouzi                                                                           | 3'47"13       | Hicham Ouladha                                                                              | 3'48"14       |
| 5000 m piani (dettagli) | Younès Essalhi                                                                       | 14'11"60      | Soufiyan Bouqantar                                                                        | 14'11"62      | Youssouf Hiss Bachir                                                                        | 14'11"98      |
| 10000 m piani (dettagli) | Soufiyan Bouqantar                                                                   | 29'39"07      | Jamal Hitrane                                                                             | 29'40"25      | Mohamed Reda el-Aaraby                                                                      | 29'42"12      |
| Corse a ostacoli |                                                                                      |               |                                                                                           |               |                                                                                             |               |
| 110 m hs (dettagli) (vento: +1,5 m/s) | Loïc Herkenrath                                                                      | 13"74         | Sekou Kaba                                                                                | 13"81         | Nicolas Borome                                                                              | 13"94         |
| 400 m hs (dettagli) | Jordin Andrade                                                                       | 49"66         | Amadou Ndiaye                                                                             | 50"17         | Thomas Delmestre                                                                            | 50"66         |
| 3000 m siepi (dettagli) | Mohamed Tindouft                                                                     | 8'44"69       | Hicham Sigueni                                                                            | 8'45"27       | Mohamed Amin Jhinaoui                                                                       | 8'53"76       |
| Prove su strada |                                                                                      |               |                                                                                           |               |                                                                                             |               |
| Maratona (dettagli) | Makorobondo Salukombo                                                                | 2h27'54"      | Fatihi Abdenasir                                                                          | 2h28'06"      | Daouda Korongou                                                                             | 2h41'16"      |
| Marcia 20 km (dettagli) | Antonin Boyez                                                                        | 1h30'44"      | Andrei Gafita                                                                             | 1h35'12"      | Jerome Erick Caprice                                                                        | 1h39'06"      |
| Salti |                                                                                      |               |                                                                                           |               |                                                                                             |               |
| Salto in alto (dettagli) | Sean Cate                                                                            | 2,20 m        | Fernand Djoumessi                                                                         | 2,18 m        | Alhaji Mansaray                                                                             | 2,16 m        |
| Salto con l'asta (dettagli) | Baptiste Boirie                                                                      | 5,40 m        | Stanley Joseph                                                                            | 5,40 m        | Deryk Theodore                                                                              | 5,30 m        |
| Salto in lungo (dettagli) | Raihau Maiau                                                                         | 7,90 m        | Mamadou Gueye                                                                             | 7,86 m        | Mouhcine Khoua                                                                              | 7,65 m        |
| Salto triplo (dettagli) | Fabrice Zango                                                                        | 16,92 m       | Kevin Luron                                                                               | 16,76 m       | Mamadou Chérif Dia                                                                          | 16,59 m       |
| Lanci |                                                                                      |               |                                                                                           |               |                                                                                             |               |
| Getto del peso (dettagli) | Franck Elemba                                                                        | 19,99 m       | Bob Bertemes                                                                              | 19,55 m       | Bernard Baptiste                                                                            | 17,56 m       |
| Lancio del disco (dettagli) | Elbachir Mbarki                                                                      | 57,14 m       | Marc-Antoine Lafrenayeugas                                                                | 51,10 m       | Essohounamondom Tchalim                                                                     | 50,47 m       |
| Lancio del martello | Non disputata                                                                        | Non disputata | Non disputata                                                                             | Non disputata | Non disputata                                                                               | Non disputata |
| Lancio del giavellotto (dettagli) | George Zaharia                                                                       | 74,67 m       | Alexandru Novac                                                                           | 68,85 m       | Tom Reuter                                                                                  | 64,40 m       |
| Prove multiple |                                                                                      |               |                                                                                           |               |                                                                                             |               |
| Decathlon (dettagli) | Taylor Stewart                                                                       | 7 852 p.      | Ruben Gado                                                                                | 7 839 p.      | Rostam Turner                                                                               | 7 235 p.      |
| Staffette |                                                                                      |               |                                                                                           |               |                                                                                             |               |
| Staffetta 4×100 m (dettagli) | Costa d'Avorio Francis Koné Gogbeu Arthur Cissé Émilien Tchan Bi Chan Wilfried Koffi | 39"39         | Canada Lucanus Robinson Likembe Francis Molango Bismark Boateng Benjamin Williams         | 40"16         | Seychelles Sharry Dodin Dylan Sicobo Ned Azemia Leeroy Henriette                            | 40"31         |
| Staffetta 4×400 m (dettagli) | Svizzera Bastien Mouthon Joël Burgunder Silvan Lutz Daniele Angelella Vincent Notz*  | 3'10"70       | Senegal David Leon Basse Ibrahima Mbengue Mamadou Cissé Ndiaye Amadou Ndiaye Oumar Babou* | 3'10"98       | Francia Loïc Herkenrath Mickaël François Pierrick Godefroy Thomas Delmestre Nicolas Borome* | 3'12"23       |
| record mondiale; record mondiale stagionale; record africano; record asiatico; record europeo; record nord-centroamericano e caraibico; record sudamericano; record oceaniano; record dei campionati; record nazionale; record personale; record personale stagionale. |                                                                                      |               |                                                                                           |               |                                                                                             |               |

### Donne
| Specialità | Oro                                                                                          | Prestazione   | Argento                                                                                     | Prestazione   | Bronzo                                                                    | Prestazione    |
| Corse piane |                                                                                              |               |                                                                                             |               |                                                                           |                |
| 100 m piani (dettagli) (vento: -0,5 m/s) | Natacha Ngoye Akamabi                                                                        | 11"56         | Marie Gisele Eleme Asse                                                                     | 11"59         | Samantha Dagry                                                            | 11"68          |
| 200 m piani (dettagli) (vento: +1,2 m/s) | Natacha Ngoye Akamabi                                                                        | 23"69         | Sarah Atcho                                                                                 | 24"14         | Naomi Van den Broeck                                                      | 24"24          |
| 400 m piani (dettagli) | Djénébou Danté                                                                               | 52"23         | Natassha McDonald                                                                           | 52"34         | Assia Raziki                                                              | 52"98          |
| 800 m piani (dettagli) | Malika Akkaoui                                                                               | 2'00"71       | Noélie Yarigo                                                                               | 2'01"27       | Siham Hilali                                                              | 2'02"40        |
| 1500 m piani (dettagli) | Rababe Arafi                                                                                 | 4'17"23       | Malika Akkaoui                                                                              | 4'17"36       | Siham Hilali                                                              | 4'18"87        |
| 5000 m piani (dettagli) | Soukaina Atanane                                                                             | 16'00"36      | Kaoutar Farkoussi                                                                           | 16'01"53      | Roxana Bârcă                                                              | 16'07"61       |
| 10000 m piani (dettagli) | Roxana Bârcă                                                                                 | 35'31"13      | Hanane Qallouj                                                                              | 35'34"69      | Monica Madalina Florea                                                    | 35'38"37       |
| Corse a ostacoli |                                                                                              |               |                                                                                             |               |                                                                           |                |
| 100 m hs (dettagli) (vento: +0,3 m/s) | Marthe Koala                                                                                 | 13"32         | Pauline Lett                                                                                | 13"32         | Ashlea Elaine Maddex                                                      | 13"44          |
| 400 m hs (dettagli) | Maëva Contion                                                                                | 57"38         | Anaïs Lufutucu                                                                              | 58"24         | Farah Clerc                                                               | 58"60          |
| 3000 m siepi (dettagli) | Fadwa Sidi Madane                                                                            | 9'44"11       | Oumaima Saoud                                                                               | 10'10"53      | Marwa Bouzayani                                                           | 10'10"78       |
| Prove su strada |                                                                                              |               |                                                                                             |               |                                                                           |                |
| Maratona (dettagli) | Shelley Doucet                                                                               | 2h51'14"      | Fatiha Benchatki                                                                            | 3h13'44"      | non attribuita                                                            | non attribuita |
| Marcia 20 km (dettagli) | Marine Quennehen                                                                             | 1h45'35"      | Amandine Marcou                                                                             | 1h50'30"      | Mihaela Puscasu                                                           | 1h53'45"       |
| Salti |                                                                                              |               |                                                                                             |               |                                                                           |                |
| Salto in alto (dettagli) | Lissa Labiche                                                                                | 1,91 m        | Claire Orcel                                                                                | 1,88 m        | Cathy Zimmer                                                              | 1,70 m         |
| Salto con l'asta (dettagli) | Pascale Stoecklin                                                                            | 4,10 m        | Marion Lotout                                                                               | 4,00 m        | Paige Ridout                                                              | 3,95 m         |
| Salto in lungo (dettagli) | Marthe Koala                                                                                 | 6,52 m        | Joëlle Mbumi Nkouindjin                                                                     | 6,34 m        | Fatim Affessi                                                             | 6,17 m         |
| Salto triplo (dettagli) | Caroline Ehrhardt                                                                            | 13,83 m       | Joëlle Mbumi Nkouindjin                                                                     | 13,58 m       | Cristina Bujin                                                            | 13,20 m        |
| Lanci |                                                                                              |               |                                                                                             |               |                                                                           |                |
| Getto del peso (dettagli) | Auriol Dongmo Mekemnang                                                                      | 17,68 m       | Carine Mekam Ndong                                                                          | 15,34 m       | Alex Porlier-Langlois                                                     | 15,24 m        |
| Lancio del disco | Non disputata                                                                                | Non disputata | Non disputata                                                                               | Non disputata | Non disputata                                                             | Non disputata  |
| Lancio del martello (dettagli) | Bianca Perie                                                                                 | 67,79 m       | Lauren Stuart                                                                               | 65,48 m       | Bianca Lazar Fazecas                                                      | 63,56 m        |
| Lancio del giavellotto (dettagli) | Pascale Dumont                                                                               | 52,16 m       | Kénéfing Traoré                                                                             | 49,85 m       | Nadja-Marie Pasternack                                                    | 49,20 m        |
| Prove multiple |                                                                                              |               |                                                                                             |               |                                                                           |                |
| Eptathlon | Non disputata                                                                                | Non disputata | Non disputata                                                                               | Non disputata | Non disputata                                                             | Non disputata  |
| Staffette |                                                                                              |               |                                                                                             |               |                                                                           |                |
| Staffetta 4×100 m (dettagli) | Costa d'Avorio Karel Elodie Ziketh Mireille-Parfaite Gaha Adeline Gouenon Marie-Josée Ta Lou | 44"22         | Camerun Germaine Abessolo Bivina Marie Eleme Asse C" Abdoullahi Labarang Fanny Appes Ekanga | 45"23         | Canada Natasha Lilian Brown Émy Béliveau Leah Walkeden Khadijah Valentine | 45"84          |
| Staffetta 4×400 m | Non disputata                                                                                | Non disputata | Non disputata                                                                               | Non disputata | Non disputata                                                             | Non disputata  |
| record mondiale; record mondiale stagionale; record africano; record asiatico; record europeo; record nord-centroamericano e caraibico; record sudamericano; record oceaniano; record dei campionati; record nazionale; record personale; record personale stagionale. |                                                                                              |               |                                                                                             |               |                                                                           |                |

## Medagliere
| Posiz. | Nazione         | Oro | Argento | Bronzo | Totale |
| ------ | --------------- | --- | ------- | ------ | ------ |
| 1      | Marocco         | 10  | 11      | 6      | 27     |
| 2      | Francia         | 6   | 7       | 4      | 17     |
| 3      | Canada          | 4   | 4       | 7      | 15     |
| 4      | Romania         | 3   | 2       | 5      | 10     |
| 5      | Costa d'Avorio  | 3   | 2       | 0      | 5      |
| 6      | Burkina Faso    | 3   | 1       | 0      | 4      |
| 7      | Rep. del Congo  | 3   | 0       | 0      | 3      |
| 8      | Svizzera        | 2   | 1       | 4      | 7      |
| 9      | Seychelles      | 2   | 0       | 1      | 3      |
| 10     | Camerun         | 1   | 5       | 0      | 6      |
| 11     | Mali            | 1   | 1       | 1      | 3      |
| 11     | Québec          | 1   | 1       | 1      | 3      |
| 13     | RD del Congo    | 1   | 0       | 0      | 1      |
| 13     | Nuovo Brunswick | 1   | 0       | 0      | 1      |
| 13     | Capo Verde      | 1   | 0       | 0      | 1      |
| 16     | Senegal         | 0   | 3       | 1      | 4      |
| 17     | Lussemburgo     | 0   | 1       | 2      | 3      |
| 18     | Vallonia        | 0   | 1       | 1      | 2      |
| 18     | Benin           | 0   | 1       | 1      | 2      |
| 20     | Gabon           | 0   | 1       | 0      | 1      |
| 21     | Tunisia         | 0   | 0       | 3      | 3      |
| 22     | Mauritius       | 0   | 0       | 2      | 2      |
| 23     | Togo            | 0   | 0       | 1      | 1      |
| 23     | Gibuti          | 0   | 0       | 1      | 1      |
| Totale | Totale          | 42  | 42      | 41     | 125    |